# Coenina collenettei
Coenina collenettei là một loài bướm đêm trong họ Geometridae.